# Caesariatoplia humbloti
Caesariatoplia humbloti är en skalbaggsart som beskrevs av Marc Lacroix 1998. Caesariatoplia humbloti ingår i släktet Caesariatoplia och familjen Melolonthidae. Inga underarter finns listade.